# 陳輝祖
陈辉祖（？—1783年），湖南祁阳人，清代乾隆时期大臣，官至閩浙總督，因奉命查抄甘肅冒賑案事主王亶望的家产，卻中飽私囊，被乾隆賜死。著有《陈辉祖奏稿》。其弟陈严祖亦在甘肅冒賑案中被处死。

## 簡介
兩廣總督陳大受之子。乾隆二十年（1755年），以荫生授户部员外郎，後迁郎中。乾隆三十四年（1769年）十二月，任广西巡抚，乾隆三十五年（1770年），请修灵渠；乾隆三十六年（1771年）九月，任湖北巡抚；官至閩浙總督。乾隆四十六年七月，奉命查抄甘肅冒賑案事主王亶望的家产，以四、五萬兩白銀盜換了價值九萬餘兩的黃金，還偷了王家的玉器，並將貴重器物多佔為己有。乾隆四十八年（1783年）二月，被赐死。 
陈辉祖本受乾隆器重，承办王亶望贪污案，惜因办案过程中目睹王贪污珍寶古玩甚多，顿起贪念，占为己有，乃衍生出案外案。
被發覺原因是，王亶望曾經向乾隆進貢過一批玉器，乾隆帝不收，但心中有殘念，於是在清單上尋找這些物品，但未曾發現。於是得知陈辉祖又從中貪汙，乾隆非常伤心陈辉祖的欺君及不自检点，原判斩监候，后令其在狱中自尽。